# Николас Борн
Николас Борн (на немски: Nicolas Born) е германски поет, романист, автор на разкази, книги за деца и преводач.

## Биография и творчество
Николас Борн израства при долното течение на р. Рейн в близост до градовете Емерих и Есен, където се обучава за график.
След първите му публикации във вестници и списания поетът Ернст Майстер го кани през 1964/1965 г. в Литературен колоквиум Берлин, където Борн, заедно с други автори, работи над общ роман – „Къщата за гости“, а също пише литературни рецензии за вестници.
Участва в курса по обучение в писане на проза, провеждан от Валтер Хьолерер и Ханс Вернер Рихтер; млади и дотогава неизвестни автори като Ханс Кристоф Бух и Петер Биксел искат да се откъснат преди всичко от шифрования, преситен от метафори език на 50-те години.
Своя дебютен роман „Вторият ден“ („Der zweite Tag“) Николас Борн публикува през 1965 г. През 1967 г. излиза и първата му стихосбирка „Пазарна ситуация“ („Marktlage“). Борн е включен в „International Writing Program“ на университета в Айова и след публикуването на втората му стихосбирка „Къде се намира главата ми“ („Wo mir der Kopf steht“) (1970) се завръща от САЩ, изпитал нови влияния от поп-лириката и литературата на бийтпоколението. През 1972 г. излиза най-известната му стихосбирка „Окото на откривателя“ („Das Auge des Entdeckers“), в която на „безумната система реалност“ са противопоставени утопични моменти на щастие.
Борн се връща в Долна Саксония и там пише романа „Обратната страна на историята“ („Die erdabgewandte Seite der Geschichte“), който критиката оценява като „събитие“.
Николас Борн е член на Немския ПЕН клуб, на Академията за наука и литература в Майнц, на Немската академия за език и литература в Дармщат, а от 1975 г. е член на журито на литературната награда „Петрарка“.
През 1979 г. Борн е диагностициран с рак на белите дробове, от който умира на 7 декември 1979 г. на 41-годишна възраст.
В памет на Николас Борн са учредени две литературни награди на негово име.

## Награди и отличия
- 1964: Stipendium „Prosaschreiben“ des Literarischen Colloquiums Berlin
- 1965: „Поощрителна награда на провинция Северен Рейн-Вестфалия за литература“
- 1969/1970: Fellow des International Writing Program der University of Iowa City, USA
- Mehrfach Stipendiat des Senats der Berliner Künste
- 1972: Förderstipendium des Berliner Kunstpreises
- 1972/1973: Aufenthalt in der Villa Massimo in Rom
- 1977: „Бременска литературна награда“
- 1978/1979: Stadtschreiber von Bergen-Enkheim
- 1979: Rainer-Maria-Rilke-Preis für Lyrik
- 2005: „Награда Петер Хухел“ (посмъртно)
- 2007: „Рурска литературна награда“ (посмъртно)